# HK Olimpija Hertz 1994/95
Sezona 1994/95 HK Olimpija Hertz, ki je osvojila naslov prvaka v slovenski ligi.

## Postava
- Trener:  Pavle Kavčič

| Vratarji | Vratarji  | Vratarji        | Vratarji    | Vratarji | Vratarji                    | Vratarji             |
| -------- | --------- | --------------- | ----------- | -------- | --------------------------- | -------------------- |
| #        | Nar       | Igralec         | Boljša roka | Sez.     | Starost (rojstni dan)       | Kraj rojstva         |
|          | Slovenija | Domine Lomovšek |             | 3        | 40 let (13. september 1954) | Ljubljana, Slovenija |
|          | Slovenija | Klemen Mohorič  | leva        | 1        | 19 let (25. maj 1975)       | Kranj, Slovenija     |
|          | Slovenija | Martin Novak    | leva        | 9        | 24 let (27. januar 1970)    | Ljubljana, Slovenija |

| Branilci | Branilci  | Branilci          | Branilci    | Branilci | Branilci                   | Branilci                  |
| -------- | --------- | ----------------- | ----------- | -------- | -------------------------- | ------------------------- |
| #        | Nar       | Igralec           | Boljša roka | Sez.     | Starost (rojstni dan)      | Kraj rojstva              |
|          | Slovenija | Igor Beribak (C)  |             | 8        | 30 let (18. maj 1964)      | Ljubljana, Slovenija      |
|          | Slovenija | Andrej Brodnik    | desna       | 7        | 24 let (4. maj 1970)       | Ljubljana, Slovenija      |
|          | Slovenija | Robert Ciglenečki | leva        | 1        | 20 let (17. julij 1974)    | Ljubljana, Slovenija      |
|          | Kanada    | Alain Côté        | desna       | 1        | 27 let (14. april 1967)    | Montmagny, Québec, Kanada |
|          | Slovenija | Tom Jug           |             | 1        | 24 let (10. april 1970)    | Jesenice, Slovenija       |
|          | Slovenija | Samo Kumar        | leva        | 5        | 20 let (17. november 1973) | Ljubljana, Slovenija      |
|          | Slovenija | Darko Prusnik     |             | 3        | 38 let (7. marec 1956)     | Ljubljana, Slovenija      |
|          | Slovenija | Bojan Zajc        | desna       | 5        | 28 let (7. november 1965)  | Ljubljana, Slovenija      |

| Napadalci | Napadalci          | Napadalci        | Napadalci | Napadalci   | Napadalci | Napadalci                   | Napadalci                 |
| --------- | ------------------ | ---------------- | --------- | ----------- | --------- | --------------------------- | ------------------------- |
| #         | Nar                | Igralec          | Položaj   | Boljša roka | Sez.      | Starost (rojstni dan)       | Kraj rojstva              |
|           | Slovenija          | Jaka Avgustinčič | F         | leva        | 1         | 17 let (27. oktober 1976)   | Ljubljana, Slovenija      |
|           | Slovenija          | Matevž Cerar     | C         |             | 1         | 19 let (24. september 1974) | Ljubljana, Slovenija      |
|           | Kanada             | Kimbi Daniels    | C         | desna       | 1         | 22 let (19. januar 1972)    | Brandonm Manitoba, Kanada |
|           | Slovenija          | Ivo Jan          | C         | Desna       | 3         | 19 let (3. april 1975)      | Jesenice, Slovenija       |
|           | Kanada · Slovenija | Ed Kastelic      | RW        | desna       | 1         | 30 let (29. januar 1964)    | Toronto, Ontario, Kanada  |
|           | Slovenija          | Dejan Kontrec    | LW        | leva        | 10        | 24 let (23. januar 1970)    | Ljubljana, Slovenija      |
|           | Slovenija          | Gregor Krajnc    | C         |             | 1         | 18 let (27. januar 1976)    | Ljubljana, Slovenija      |
|           | Kanada             | Kraig Nienhuis   | LW        | leva        | 1         | 32 let (9. maj 1962)        | Sarnia, Ontario, Kanada   |
|           | Slovenija          | Toni Tišlar      | LW        | leva        | 4         | 27 let (9. maj 1967)        | Jesenice, Slovenija       |
|           | Slovenija          | Jure Vnuk        | LW        | leva        | 5         | 21 let (18. junij 1973)     | Ljubljana, Slovenija      |
|           | Slovenija          | Tomaž Vnuk       | C         | desna       | 5         | 24 let (11. april 1970)     | Ljubljana, Slovenija      |
|           | Slovenija          | Luka Žagar       | LW        | leva        | 1         | 16 let (25. junij 1978)     | Ljubljana, Slovenija      |
|           | Slovenija          | Nik Zupančič     | RW        | desna       | 9         | 25 let (3. november 1968)   | Ljubljana, Slovenija      |

## Tekmovanja

### Slovenska liga
Uvrstitev: 1. mesto

#### Redni del

##### Prvi del
| Mesto | Klub           | OT | Z  | N | P  | DG  | PG  | Točke |
| ----- | -------------- | -- | -- | - | -- | --- | --- | ----- |
| 1.    | Olimpija Hertz | 12 | 11 | 0 | 1  | 106 | 22  | 22    |
| 2.    | Jesenice       | 12 | 10 | 0 | 2  | 90  | 30  | 20    |
| 3.    | Sportina Bled  | 12 | 7  | 1 | 4  | 78  | 35  | 15    |
| 4.    | Inntal Celje   | 12 | 7  | 1 | 4  | 68  | 36  | 15    |
| 5.    | Maribor Gradis | 12 | 3  | 0 | 9  | 46  | 82  | 6     |
| 6.    | Triglav Kranj  | 12 | 3  | 0 | 9  | 45  | 60  | 6     |
| 7.    | Slavija Jata   | 12 | 0  | 0 | 12 | 14  | 182 | 0     |

##### Drugi del
| Mesto                         | Klub                          | OT                            | Z                             | N                             | P                             | DG                            | PG                            | Točke                         |                               |
| Skupina A (za 1. do 4. mesto) | Skupina A (za 1. do 4. mesto) | Skupina A (za 1. do 4. mesto) | Skupina A (za 1. do 4. mesto) | Skupina A (za 1. do 4. mesto) | Skupina A (za 1. do 4. mesto) | Skupina A (za 1. do 4. mesto) | Skupina A (za 1. do 4. mesto) | Skupina A (za 1. do 4. mesto) | Skupina A (za 1. do 4. mesto) |
| ----------------------------- | ----------------------------- | ----------------------------- | ----------------------------- | ----------------------------- | ----------------------------- | ----------------------------- | ----------------------------- | ----------------------------- | ----------------------------- |
| 1.                            | Olimpija Hertz                | 18                            | 16                            | 0                             | 2                             | 165                           | 33                            | 35 (3)                        |                               |
| 2.                            | Jesenice                      | 18                            | 12                            | 1                             | 5                             | 112                           | 54                            | 27 (2)                        |                               |
| 3.                            | Inntal Celje                  | 18                            | 10                            | 1                             | 7                             | 76                            | 85                            | 21 (0)                        |                               |
| 4.                            | Sportina Bled                 | 18                            | 8                             | 0                             | 12                            | 78                            | 85                            | 17 (1)                        |                               |

#### Končnica
Igralo se je na štiri zmage po sistemu 1-1-1-1-1-1-1, * - po kazenskih strelih.

##### Polfinale
|  | Olimpija Hertz | 6:1 | Sportina Bled | Hala Tivoli, Ljubljana |

| Poročilo tekme | Poročilo tekme | Poročilo tekme | Poročilo tekme | Poročilo tekme |
| -------------- | -------------- | -------------- | -------------- | -------------- |
|                |                |                |                |                |

|  | Sportina Bled | 1:3 | Olimpija Hertz | Ledena dvorana Bled, Bled |

| Poročilo tekme | Poročilo tekme | Poročilo tekme | Poročilo tekme | Poročilo tekme |
| -------------- | -------------- | -------------- | -------------- | -------------- |
|                |                |                |                |                |

|  | Olimpija Hertz | 4:2 | Sportina Bled | Hala Tivoli, Ljubljana |

| Poročilo tekme | Poročilo tekme | Poročilo tekme | Poročilo tekme | Poročilo tekme |
| -------------- | -------------- | -------------- | -------------- | -------------- |
|                |                |                |                |                |

|  | Sportina Bled | 2:6 | Olimpija Hertz | Ledena dvorana Bled, Bled |

| Poročilo tekme | Poročilo tekme | Poročilo tekme | Poročilo tekme | Poročilo tekme |
| -------------- | -------------- | -------------- | -------------- | -------------- |
|                |                |                |                |                |

##### Finale
|  | Olimpija Hertz | 3:4 | Acroni Jesenice | Hala Tivoli, Ljubljana |

| Poročilo tekme | Poročilo tekme | Poročilo tekme  | Poročilo tekme | Poročilo tekme |
| -------------- | -------------- | --------------- | -------------- | -------------- |
|                |                | (1:1, 2:2, 0:1) |                |                |

|  | Acroni Jesenice | 1:0 | Olimpija Hertz | Dvorana Podmežakla, Jesenice |

| Poročilo tekme | Poročilo tekme | Poročilo tekme  | Poročilo tekme | Poročilo tekme |
| -------------- | -------------- | --------------- | -------------- | -------------- |
|                |                | (0:0, 0:0, 1:0) |                |                |

|  | Olimpija Hertz | 5:1 | Acroni Jesenice | Hala Tivoli, Ljubljana |

| Poročilo tekme | Poročilo tekme | Poročilo tekme  | Poročilo tekme | Poročilo tekme |
| -------------- | -------------- | --------------- | -------------- | -------------- |
|                |                | (1:1, 1:0, 3:0) |                |                |

|  | Acroni Jesenice | 3:4* | Olimpija Hertz | Dvorana Podmežakla, Jesenice |

| Poročilo tekme | Poročilo tekme | Poročilo tekme            | Poročilo tekme | Poročilo tekme |
| -------------- | -------------- | ------------------------- | -------------- | -------------- |
|                |                | (1:0, 1:1, 0:1, 0:0, 1:2) |                |                |

|  | Olimpija Hertz | 6:4 | Acroni Jesenice | Hala Tivoli, Ljubljana |

| Poročilo tekme | Poročilo tekme | Poročilo tekme  | Poročilo tekme | Poročilo tekme |
| -------------- | -------------- | --------------- | -------------- | -------------- |
|                |                | (1:1, 3:2, 2:1) |                |                |

|  | Acroni Jesenice | 1:5 | Olimpija Hertz | Dvorana Podmežakla, Jesenice |

| Poročilo tekme | Poročilo tekme | Poročilo tekme  | Poročilo tekme | Poročilo tekme |
| -------------- | -------------- | --------------- | -------------- | -------------- |
|                |                | (1:1, 0:2, 0:2) |                |                |

## Statistika

### Najboljši strelci
| # | Igralec        | G  | P  | T  |
| - | -------------- | -- | -- | -- |
| 1 | Kraig Nienhuis | 51 | 40 | 91 |
| 2 | Toni Tišlar    | 32 | 28 | 60 |
| 3 | Nik Zupančič   | 32 | 24 | 56 |
| 4 | Tomaž Vnuk     | 26 | 26 | 52 |